# Andradina de Oliveira
Andradina América de Andrada e Oliveira (Porto Alegre, 12 de junho de 1864 - São Paulo, 19 de junho de 1935) foi uma jornalista, escritora , atriz, dramaturga e líder feminista brasileira.
Fundou em 1898 o jornal literário  Escrínio, que publicou  inicialmente em Bagé, mais tarde em Santa Maria (RS) e, em 1910, em Porto Alegre. Interrompeu a publicação em 1911, para se dedicar ao filho que morreu tísico. 
A maior parte da sua produção literária e jornalística foi dedicada aos direitos da mulher. Destaca-se, nessa linha, a coletânea de ensaios Divórcio?, 1912, que defende o divórcio "pleno", para dar uma nova chance às mulheres subjugadas por casamentos infelizes. A obra lhe custou a perseguição da Igreja Católica e dos Positivistas. A discriminação que sofreu levou-a a sair de Porto Alegre com a filha, a pintora e poeta Lola de Oliveira, passando por Montevidéu, Buenos Aires, Assunção, Cáceres (MT) e Cuiabá. Nesse período, dava palestras remuneradas e vendia seus livros, enquanto Lola dava aulas de pintura e vendia suas telas. 
Em 1920, mãe e filha se estabeleceram em São Paulo,  Jaú,  Andradina morreu em 1935, com problemas mentais.
Foi patrona da cadeira 11 da Academia Literária Feminina do Rio Grande do Sul.

## Obras
- O sacrifício de Laura (1891)
- Preludiando (1897)
- Almanaque literário e estatístico (1899)
- Você me conhece? (1899)
- A mulher rio-grandense (1907)
- Cruz de pérolas (1908)
- O perdão (1910)
- Divórcio? (1912)